# The Central Europe Rally
The Central Europe Rally – pierwsza edycja rajdu została zaplanowana na dni 20 - 26 kwietnia 2008. Odprawa pojazdów odbyła się 19 kwietnia w Budapeszcie, gdzie zaczęła się rywalizacja kierowców. Meta znajdowała się nad Balatonem. Rajd organizowany był przez Amaury Sport Organisation (ASO) i był pierwszą rundą Dakar Series.
Inne spotykane nazwy rajdu to: Rajd Europy Centralnej (spolszczenie) lub Central European Rally.

## Zaplanowana trasa
| Data             | Długość | Długość OS-u | Trasa                              |
| ---------------- | ------- | ------------ | ---------------------------------- |
| 20 kwietnia 2008 | 510 km  | 110 km       | Budapeszt - Baia Mare              |
| 21 kwietnia 2008 | 500 km  | 250 km       | Baia Mare - Sovata                 |
| 22 kwietnia 2008 | 364 km  | 240 km       | Sovata - Sovata (później skrócono) |
| 23 kwietnia 2008 | 590 km  | 200 km       | Sovata - Debreczyn                 |
| 24 kwietnia 2008 | 480 km  | 170 km       | Debreczyn - Veszprem               |
| 25 kwietnia 2008 | 315 km  | 290 km       | Veszprem - Veszprem                |
| 26 kwietnia 2008 | 213 km  | 170 km       | Veszprem - Balatonfüred            |

Organizatorzy po nieudanych próbach odśnieżania postanowili skrócić etap Sovata-Sovata. Ilość śniegu nie pozwoliła im przygotować Książkę drogową, a co za tym idzie, zapewnić bezpieczeństwa na odwołanym fragmencie trasy.

## Zwycięzcy
| Kategoria  | Załoga                                                | pojazd     | czas     |
| ---------- | ----------------------------------------------------- | ---------- | -------- |
| Motocykle  | David Casteu                                          | KTM        | 12:21:14 |
| Quady      | Hubert Deltrieu                                       | Polaris    | 14:36:55 |
| Samochody  | Carlos Sainz / Michel Perin                           | Volkswagen | 11:18:08 |
| Ciężarówki | Hans Stacey / Eddy Chevaillier / Bernard Kinderen Der | MAN        | 11:43:20 |

## Polskie załogi
Na liście zgłoszeń otwartej od 11 lutego znalazł się polski motocyklista Krzysztof Jarmuż oraz dwie załogi startujące samochodem i jedna ciężarówką.
Krzysztof Jarmuż dojechał swą Hondą na 36 pozycji ze stratą 2 godz. 25 min. i 41 s. do zwycięzcy. 
Land Roverem Discovery pojechali Ernest Górecki z pilotem Robertem Góreckim. Załoga ta z powodu problemów technicznych musiała wycofać się z rywalizacji.
W  barwach Driverse Extreme TVN Turbo team wystąpili ciężarówką MAN, Grzegorz Baran, Izabela Szwagrzyk (pilot) i Andrzej Grigoriew (Mechanik). Ukończyli oni rajd na 16 pozycji ze stratą 2 godz. 39 min. i 40 s.